# Европско првенство у фудбалу 2020 — група Ф
Група Ф на Европском првенству 2020. одржана је од 15. до 23. јуна 2021, на стадиону Пушкаш арена у Будимпешти и на Алијанц арени у Минхену. У групи су играле Мађарска, Португалија, Француска и Њемачка. Двије првопласиране репрезентације пласирале су се међу најбољих 16, док су у елиминациону фазу прошле и четири најбоље трећепласиране репрезентације од укупно шест.
Побједник групе Ф у осмини финала је играо против једне од трећепласираних екипа из група А, Б или Ц. Другопласирани из групе Ф је играо против побједника групе Д, док је трећепласирани из групе Ф могао у осмини финала да игра против побједника група Б и Ц.
Француска је завршила на првом мјесту са једном побједом и два ремија и пет освојених бодова. Њемачка и Португалија су освојиле по четири бода, али је Њемачка завршила на другом мјесту због бољег међусобног учинка, а Португалија се пласирала у елиминациону фазу као једна од најбољих трећепласираних репрезентација. Мађарска је завршила на последњем мјесту са два освојена бода.

## Тимови
| Позиција на жријебу | Тим               | Шешир | Начин Квалификовања      | Датум Квалификовања | Укупно наступа | Последњи наступ | Најбољи резултат             | Квалификациони ренкинг Новембар 2019. | ФИФА ренкинг Јун 2021. | ФИФА ренкинг Јун 2021. |                          |                    |    |      |                     |    |  |
| ------------------- | ----------------- | ----- | ------------------------ | ------------------- | -------------- | --------------- | ---------------------------- | ------------------------------------- | ---------------------- | ---------------------- | ------------------------ | ------------------ | -- | ---- | ------------------- | -- |  |
| Позиција на жријебу | Тим               | Шешир | Начин Квалификовања      | Датум Квалификовања | Укупно наступа | Последњи наступ | Најбољи резултат             | Ф1                                    | Мађарска (домаћин)     | 4                      | Побједник плеј офа Пут А | 12. новембар 2020. | 4. | 2016 | Треће мјесто (1964) | 31 |  |
| Ф2                  | Португалија       | 3     | Другопласирани у Групи Б | 17. новембар 2019.  | 8.             | 2016            | Побједник (2016)             | 13                                    |                        |                        |                          |                    |    |      |                     |    |  |
| Ф3                  | Француска         | 2     | Побједник Групе Х        | 14. новембар 2019.  | 10.            | 2016            | Побједник (1984, 2000)       | 7                                     |                        |                        |                          |                    |    |      |                     |    |  |
| Ф4                  | Њемачка (домаћин) | 1     | Побједник Групе Ц        | 16. новембар 2019.  | 13.            | 2016            | Побједник (1972, 1980, 1996) | 4                                     |                        |                        |                          |                    |    |      |                     |    |  |

## Резултати

### 1 коло

#### Мађарска — Португалија
| Мађарска | 0:3       | Португалија |
| -------- | --------- | ----------- |
|          | Извјештај |             |

| Мађарска | Португалија |

#### Француска — Њемачка
| Француска | 1:0       | Њемачка |
| --------- | --------- | ------- |
|           | Извјештај |         |

| Француска | Немачка |

### 2 коло

#### Мађарска — Француска
| Мађарска | 1 : 1     | Француска |
| -------- | --------- | --------- |
|          | Извјештај |           |

| Мађарска | Француска |

#### Португал — Њемачка
| Португалија | -:-       | Њемачка |
| ----------- | --------- | ------- |
|             | Извјештај |         |

| Португалија | Немачка |

### 3 коло

#### Португал — Француска
| Португалија | 2 : 2     | Француска |
| ----------- | --------- | --------- |
|             | Извјештај |           |

| Португалија | Француска |

#### Њемачка — Мађарска
| Немачка | 2 : 2     | Мађарска |
| ------- | --------- | -------- |
|         | Извјештај |          |

| Немачка | Мађарска |

## Табела и статистика
| Мјесто | Екипа       | Играно | Победа | Неријешено | Пораза | Дао гол. | При. гол. | Гол-разлика | Бодови |
| ------ | ----------- | ------ | ------ | ---------- | ------ | -------- | --------- | ----------- | ------ |
| 1.     | Француска   | 3      | 1      | 2          | 0      | 4        | 3         | +1          | 5      |
| 2.     | Њемачка     | 3      | 1      | 1          | 1      | 6        | 5         | +1          | 4      |
| 3.     | Португалија | 3      | 1      | 1          | 1      | 7        | 6         | +1          | 4      |
| 4.     | Мађарска    | 3      | 0      | 2          | 1      | 3        | 6         | -3          | 2      |